# Дракон (мультфильм)
«Дракон» — советский рисованный мультфильм по мотивам сказок Юго-Восточной Азии, в частности Вьетнама и Бирмы.

## Сюжет
В давние времена жил ужасный Дракон. Из своего неприступного замка он правил целой страной, жестоко угнетая и грабя народ. Много храбрых воинов пытались убить Дракона, но он каждый раз побеждал их. Однажды мальчику Маунгу Тину удаётся поймать мудрую Черепаху, которая, по слухам, знает, как победить Дракона. За свою свободу она предлагает сокровища, которые юноше не нужны, так как их всё равно отнимут. Но ещё у Черепахи есть волшебный меч, который Маунг Тин принимает, чтобы победить Дракона.
Однако Черепаха предупреждает, что меч может убить только одного дракона, а их теперь два. Проникнув в замок, Маунг Тин быстро расправляется с Драконом. Но последний, умирая, говорит, что победитель теперь займёт его место, и признаётся, что сам был воином, пришедшим спасти людей от чудовища. Он одолел предыдущего дракона, и получил от него то же самое предупреждение, но не внял ему — увидев золото, он из-за алчности превратился в нового дракона.
Зайдя в сокровищницу и начав перебирать монеты, Маунг Тин на какое-то время тоже становится драконом. Впрочем, вспомнив предупреждение Черепахи и побеждённого дракона и увидев в сокровищнице   свои мячик и дудочку, дарившие ранее радость,но отнятые для дракона жадным сборщиком налогов, герой приходит в себя и возвращает себе человеческий облик. Он разрушает стены сокровищницы, которые погребают под собой сборщика налогов и стражу. Потом юноша возвращает меч Черепахе, чтобы она хранила его для новых защитников его страны.

## Создатели
- Автор сценария — Радий Кушниров
- Режиссёр — Александра Снежко-Блоцкая
- Композитор — Виталий Гевиксман
- Художники-постановщики: Гражина Брашишките, Радна Сахалтуев
- Оператор — Екатерина Ризо
- Звукооператор — Борис Фильчиков
- Редактор — Зинаида Павлова
- Ассистенты режиссёра: Е. Новосельская, Т. Теплякова
- Художники-мультипликаторы: Владимир Арбеков, Фаина Епифанова, Борис Бутаков, Елена Вершинина, Владимир Крумин, Ольга Столбова, Вадим Долгих, Майя Бузинова, Виктор Шевков, Иосиф Доукша, Александр Беляков, Татьяна Фёдорова
- Художники-декораторы: Ольга Геммерлинг, Вера Валерианова, Елена Танненберг, Константин Малышев

## Роли озвучивали
- Галина Новожилова — Маунг Тин
- Эраст Гарин — дедушка Маунг Тина
- Георгий Вицин — сборщик налогов
- Елена Понсова — черепаха
- Михаил Погоржельский — 1-й герой, ставший Драконом
- Виктор Хохряков — 2-й герой, ставший Драконом

## Награды
- 1961 — Приз «Чёрный лотос» на II МКФ в Дели[1][2].

## Отличия от вьетнамской легенды
- В мультфильме главного героя зовут Маунг Тин, а во вьетнамской легенде — Ле Лой[3].
- В фильме Маунг Тину около 10-12 лет, судя по его внешности, а проживает он вместе с дедом. В легенде же Ле Лой был совершеннолетним, тогда как о его родных не упоминается.
- В легенде до главного героя с драконом боролись князь, монах и купец. Каждый из них получил от черепахи меч, и это происходило не так часто — раз в поколение (в легенде то и дело повторяются слова «сотни лет, тысячи дней»). В фильме же были только два борца, и оба были благородного происхождения. Кроме того, они сражались собственным оружием (которым продолжали сражаться и превратившись в Дракона)[3].
- В легенде Ле Лой, разбив стены сокровищницы, раздаёт золото, а в мультфильме люди, вероятно, сами разбирают золото из сокровищницы.